# Leucas sebaldiana
Leucas sebaldiana là một loài thực vật có hoa trong họ Hoa môi. Loài này được Sunojk. mô tả khoa học đầu tiên năm 2005.